# گیج گولایتلی
گِـیج گولایتلی (انگلیسی: Gage Golightly؛ زادهٔ ۵ سپتامبر ۱۹۹۳) یک هنرپیشه اهل ایالات متحده آمریکا است. وی از سال ۲۰۰۲ میلادی تاکنون مشغول فعالیت بوده‌است.
با آنکه وی در دوران کودکی مبتلا به اختلال «آپراکسی» (کنش‌پریشی) بود؛ با این‌حال توانست به آن فائق آمده و امروزه هنرپیشه موفقی باشد.

## گزیدهٔ آثار

### سینما
- اکستر (۲۰۱۵)

### تلویزیون
- تین ولف (۲۰۱۳–۲۰۱۲)